# Bungatan (plaats)
Bungatan is een bestuurslaag in het regentschap Situbondo van de provincie Oost-Java, Indonesië. Bungatan telt 4058 inwoners (volkstelling 2010).